# Зеїкань (Теленештський район)
Зеїкань (рум. Zăicani) — село у Теленештському районі Молдови. Входить до складу комуни, адміністративним центром якої є село Ратуш.

## Населення
За даними перепису населення 2004 року у селі проживала 171 особа, усі — молдавани.